# Dimitrij Bregant
Dimitrij Bregant, slovenski zdravnik anesteziolog in  rimskokatoliški duhovnik, * 16. september 1936, Celje.

## Življenje in delo
Rodil se je v Celju v družini kirurga Marija in učiteljice Zore Bregant. Osnovno šolo in gimnazijo je končal v Gorici. Študij medicine je leta 1960 končal v Torinu. Specializacijo iz anesteziologije je končal v Rimu in jo ponovil v Chicagu, kjer je v letih 1963−1969 tudi služboval. Leta 1969 je prišel v London. V Združenem kraljestvu Velike Britanije in Severne Irske je bil odgovoren za Marijino Delo v Angliji in na Severnem Irskem. Bil je tudi eden od moderatorjev med katoliško in anglikansko Cerkvijo. Leta 1974 je Trentu (Italija) končal bogoslovje in bil tam posvečen v mašnika.
Bregant je bil v študijskih letih aktiven v življenju Slovencev na Goriškem. V letu 1952/1953 je v Gorici uredil in izdal Akademski zbornik, v katerem je objavil članek, kjer Kristusovo trpljenje primerja z narodnim. Naslednji Akademski zbornik je uredil in izdal v Združenih državah Amerike. Je tudi skoraj redni obiskovalec študijskih dnevov v Dragi.